# Lamu
Lamu város Kenya délkeleti részén, az Indiai-óceán partján, az azonos nevű, Lamu szigeten. Lakossága kb. 15 ezer fő. 
A város szinte teljességében muzulmán vallású. 
Lamu az ország legrégebbi, folyamatosan lakott városa. 1370-ben alapították. A 16. században az arab gyarmatosítók forgalmas kereskedelmi állomást létesítettek itt. Elsősorban elefántcsontot, mangrove-rönköket, teknőspáncélt és rabszolgák ezreit vitték innen a Közel-Keletre és Kelet-Afrika más virágzó arab gyarmataira. A virágzó szigetállam Lamu 1873-ban indult hanyatlásnak, amikor a britek a rabszolgapiacok felszámolására kényszerítették Bargas zanzibári szultánt. A rabszolgaság eltörlését ezután a sziget gazdaságának mélyrepülése követte. 
Ma a kisváros gazdaságában a legmeghatározóbb a halászat, a mezőgazdaság és a turizmus. 
Óvárosa 2001 óta az UNESCO kulturális Világörökségének része.

## Fordítás
Ez a szócikk részben vagy egészben  a   Lamu című német Wikipédia-szócikk fordításán alapul.  Az eredeti cikk szerkesztőit annak laptörténete sorolja fel. Ez a jelzés csupán a megfogalmazás eredetét és a szerzői jogokat jelzi, nem szolgál a cikkben szereplő információk forrásmegjelöléseként.